# Kakí Thálassa
Kakí Thálassa (Kaki Thalassa) är en ort i Grekland.   Den ligger i prefekturen Nomarchía Anatolikís Attikís och regionen Attika, i den sydöstra delen av landet, 30 km sydost om huvudstaden Aten. Kakí Thálassa ligger 23 meter över havet och antalet invånare är 127.
Terrängen runt Kakí Thálassa är huvudsakligen kuperad, men åt sydost är den platt. Havet är nära Kakí Thálassa åt nordost.  Närmaste större samhälle är Limín Mesoyaías, 6,9 km nordväst om Kakí Thálassa. 